# 구시비키 미노루
구시비키 미노루(일본어: 櫛引 実, 1967년 6월 10일 ~ )는 일본의 전 축구 선수이다.

## 구단 경력
1990년 일본 사커 리그의 도시바에 입단했다. 1991년부터 1995년까지 오츠카 제약에서 뛰었다. 1996년 J1리그의 교토 퍼플 상가로 이적했다. 1999년 아비스파 후쿠오카로 이적했다. 1999년후 현역 은퇴.